# Ruy Roque Gameiro
Ruy Roque Gameiro (Venteira, Benfica, Oeiras, 28 de fevereiro de 1906 – Rio de Mouro, Sintra, 18 de agosto de 1935) foi um escultor português. 
Apesar de ter morrido relativamente jovem, mereceu atenção crítica favorável na época (José de Figueiredo, etc.), ocupando um lugar destacado entre os escultores da segunda geração de artistas modernistas portugueses.

## Biografia
Nasceu no sítio da Venteira, que então pertencia à freguesia de Benfica e ao concelho de Oeiras, onde residia a família Roque Gameiro, e era filho do pintor e aguarelista português Alfredo Roque Gameiro e de Maria da Assunção de Carvalho Forte (Pena, Lisboa, c. 1872 – ?) e irmão dos também artistas Raquel (sua madrinha de batismo), Manuel, Helena e Màmia Roque Gameiro. Era discípulo de José Simões de Almeida (Sobrinho), e frequentou o curso de mecânico de automóveis na Escola Industrial Marquês de Pombal em Lisboa, ao tempo dirigido por Sanches de Castro.
Terminou o curso da Escola de Belas Artes de Lisboa em 1928, com uma escultura intitulada Abel e Caim. No ano seguinte expôs pela primeira vez, apresentando uma estilizada Salomé na Sociedade Nacional de Belas Artes. Participou no I e II Salões dos Independentes (SNBA, 1930 e 1931).
Entre as suas obras mais importantes assinalem-se os monumentos aos mortos da Primeira Guerra Mundial, em Abrantes e Lourenço Marques (atual Maputo). Datada de 1930, a estátua de Abrantes (Monumento aos Mortos pela Pátria, 1914-1918) foi a primeira em Portugal a ser fundida em cimento. A de Maputo, projetada em colaboração com o arquitecto Veloso Reis foi primeiro prémio no concurso para o Monumento aos mortos da Primeira Guerra Mundial (1931), tendo sido exposta em 1934 na Avenida da Liberdade, Lisboa, e entregue à cidade moçambicana no ano seguinte. A invulgar dignidade formal destas obras, onde avulta a figura imponente da Mulher-Pátria, de vestes moldantes, destaca-as como das mais notáveis da produção escultórica nacional do seu tempo.
Ruy Roque Gameiro ganhou ainda o concurso para uma estátua a D. João II na Avenida da Índia, Lisboa (1930), e participou na Exposição Internacional de Paris de 1932. Foi premiado postumamente no primeiro concurso para o monumento ao Infante D. Henrique, Sagres, 1936 (em colaboração com os arquitetos Carlos e Guilherme Rebelo de Andrade); embora esse projeto vencedor não tenha sido construído, a escultura de Gameiro que o integrava foi apresentada nos pavilhões portugueses das Feiras Internacionais de Paris (1937) e Nova Iorque (1939).
A 26 de maio de 1933, casou civilmente na Amadora (então uma freguesia do concelho de Oeiras) com Maria Helena Castelo Branco (Sena, África Oriental Portuguesa, c. 1909), filha de Vasco Sampaio Castelo Branco, diretor da Refinaria Colonial, e de Ana Luísa Sampaio Castelo Branco, doméstica, ambos naturais de Lisboa. Ambos morreram a 18 de agosto de 1935, num desastre de viação ocorrido na estrada do Alto do Forte, em Rio de Mouro, concelho de Sintra, em que a sua moto colidiu com um automóvel. A morte prematura, aos 29 anos, "impediu-o de realizar uma obra que, a julgar pelo pequeno espólio que deixou, seria certamente determinante na sua geração". Estiveram brevemente sepultados num jazigo do Cemitério de Benfica, tendo sido trasladados pouco depois pelo irmão e cunhado, Manuel, para o Cemitério dos Prazeres.

## Galeria

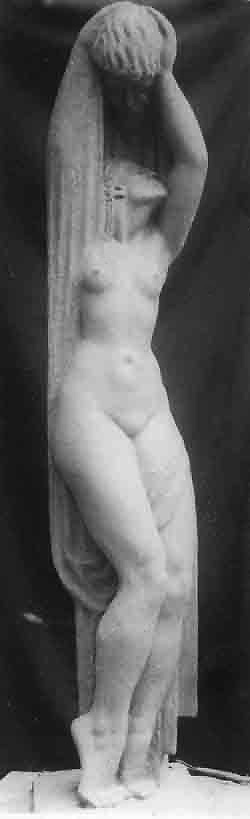
Salomé, c. 1928
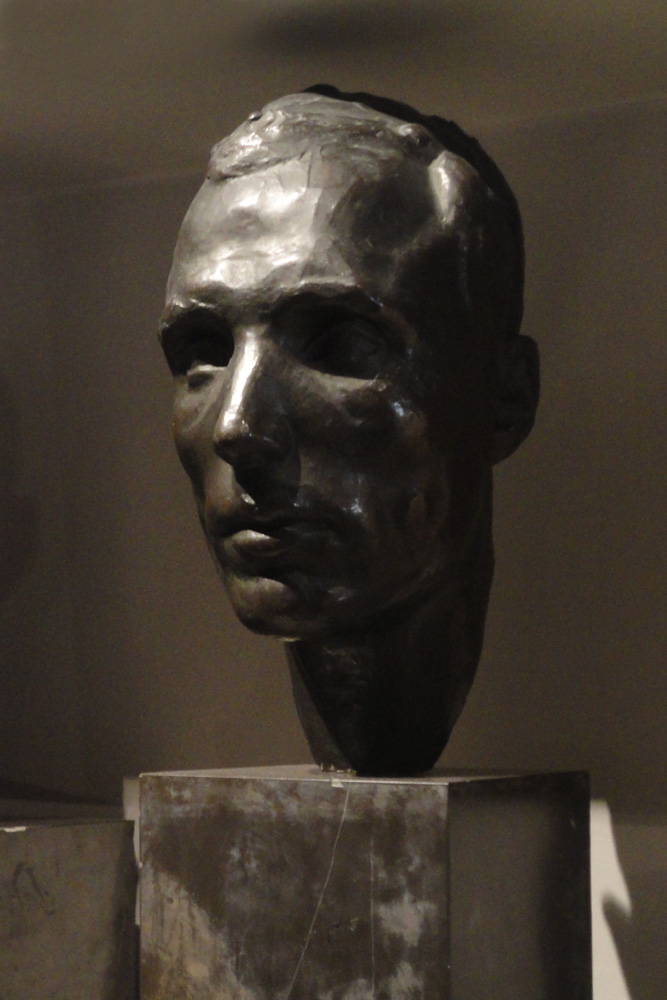
Tagarro, 1927, bronze (col. Museu do Chiado)
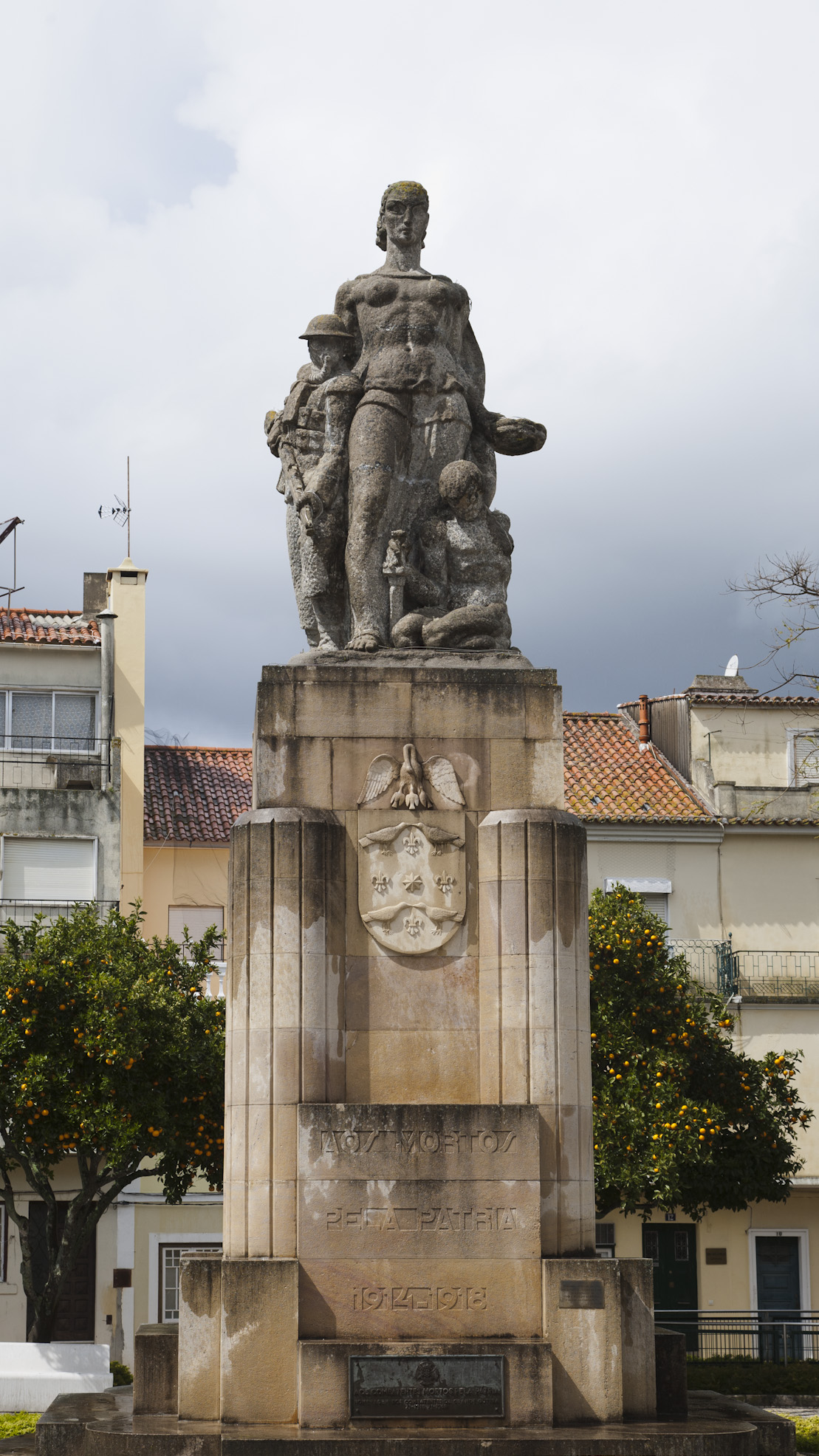
Monumento aos Mortos pela Pátria 1914-1918, 1930, Abrantes
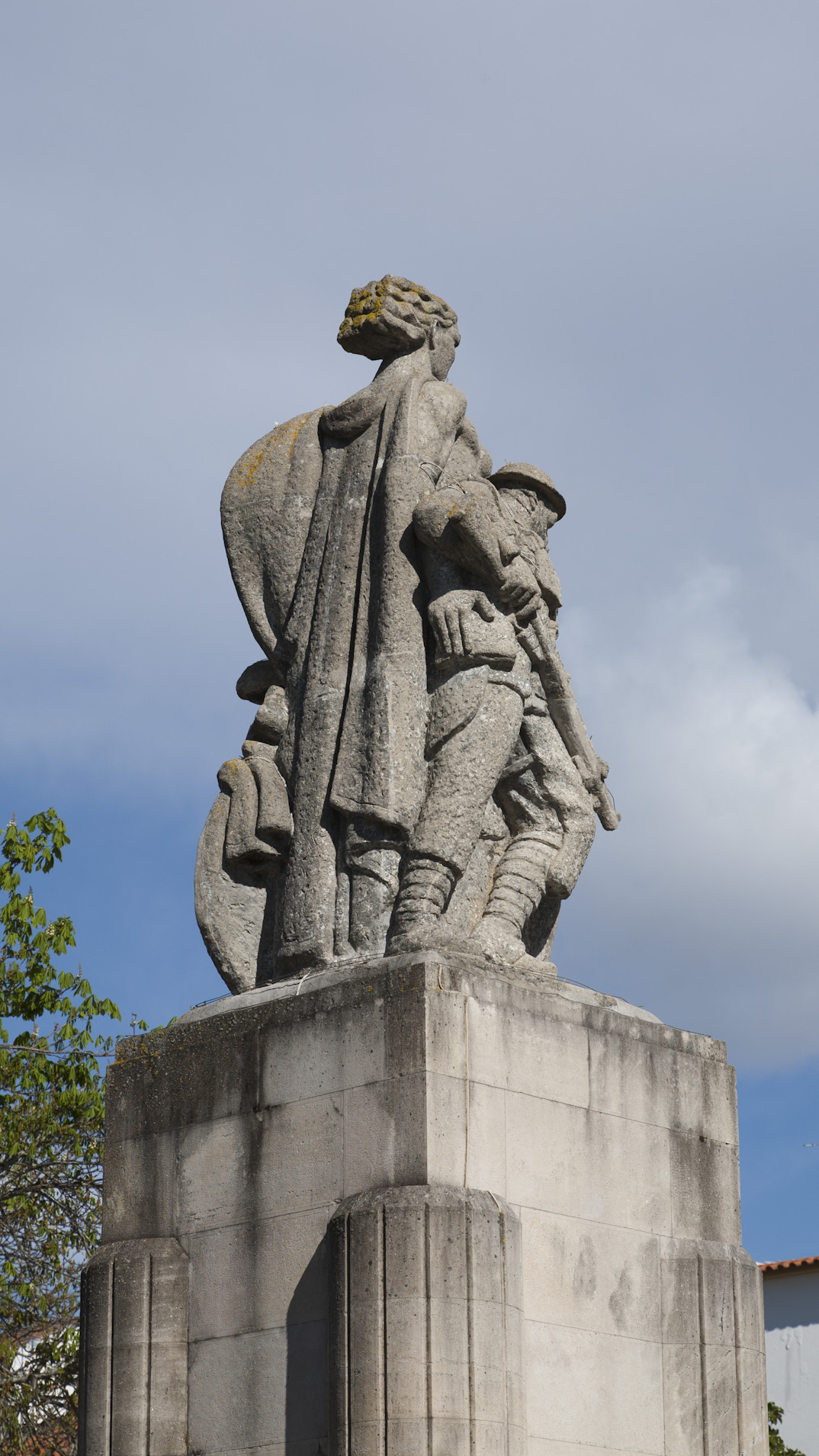
Monumento aos Mortos pela Pátria 1914-1918, 1930, Abrantes
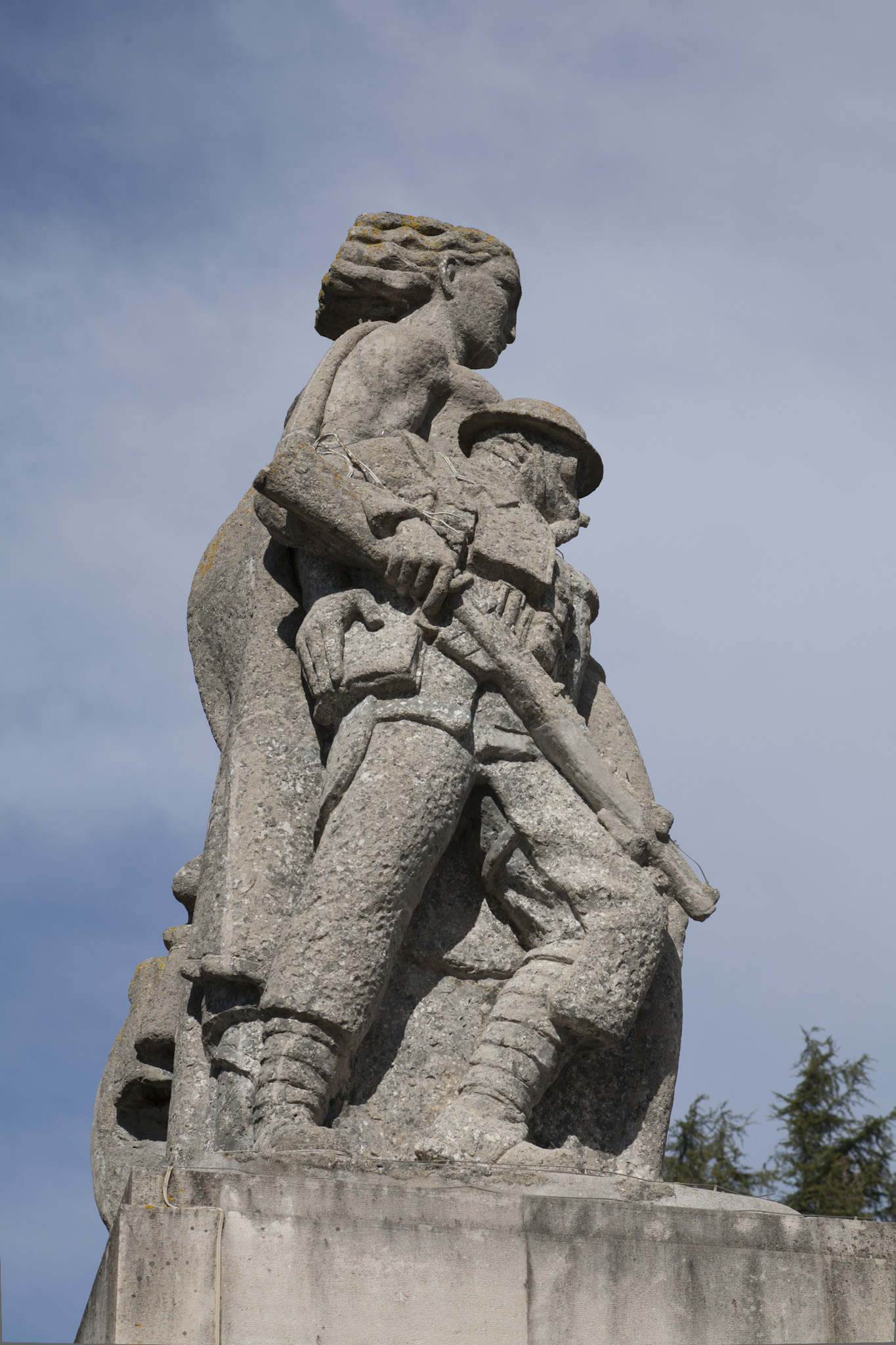
Monumento aos Mortos pela Pátria 1914-1918, 1930, Abrantes
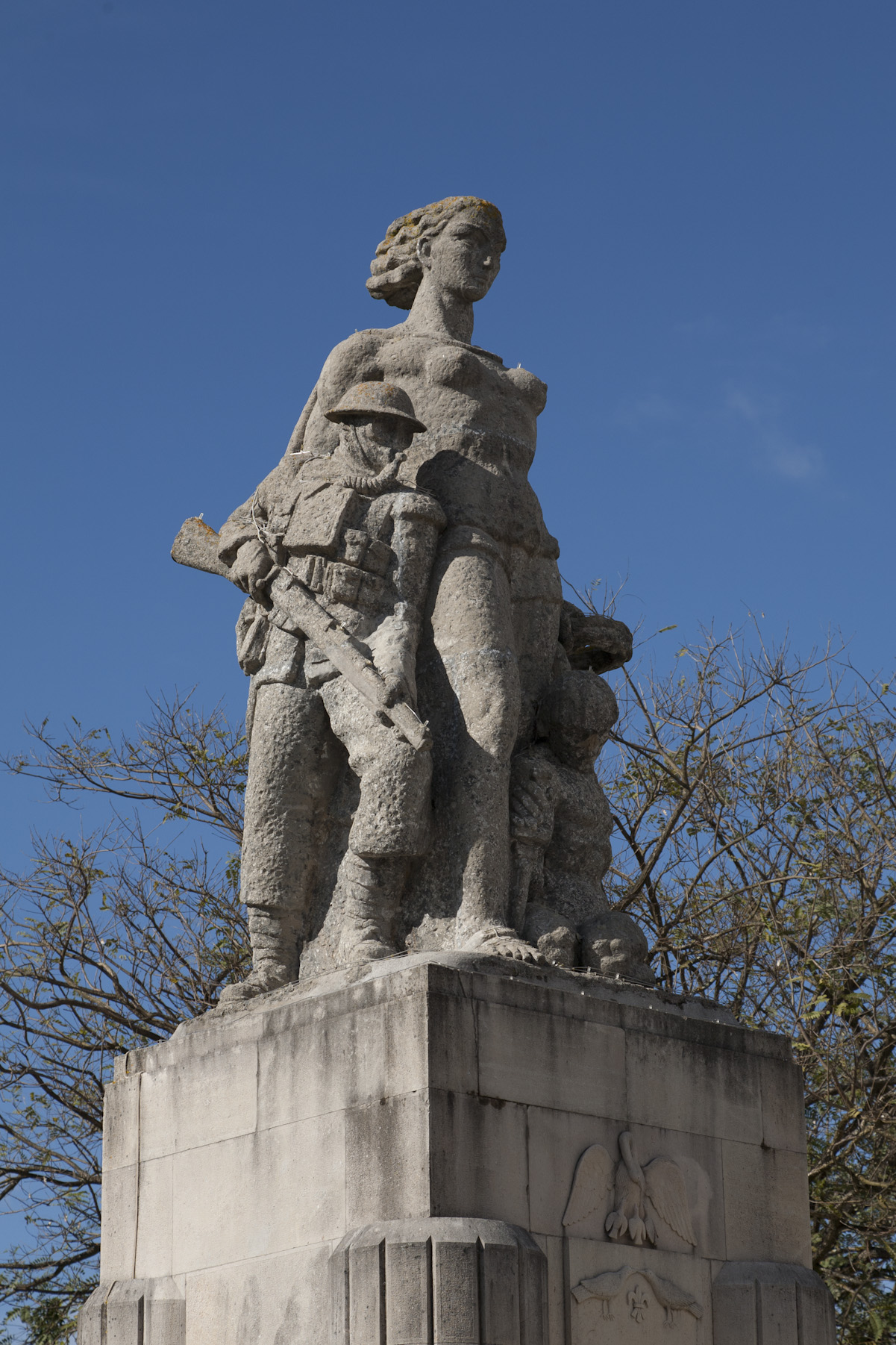
Monumento aos Mortos pela Pátria 1914-1918, 1930, Abrantes
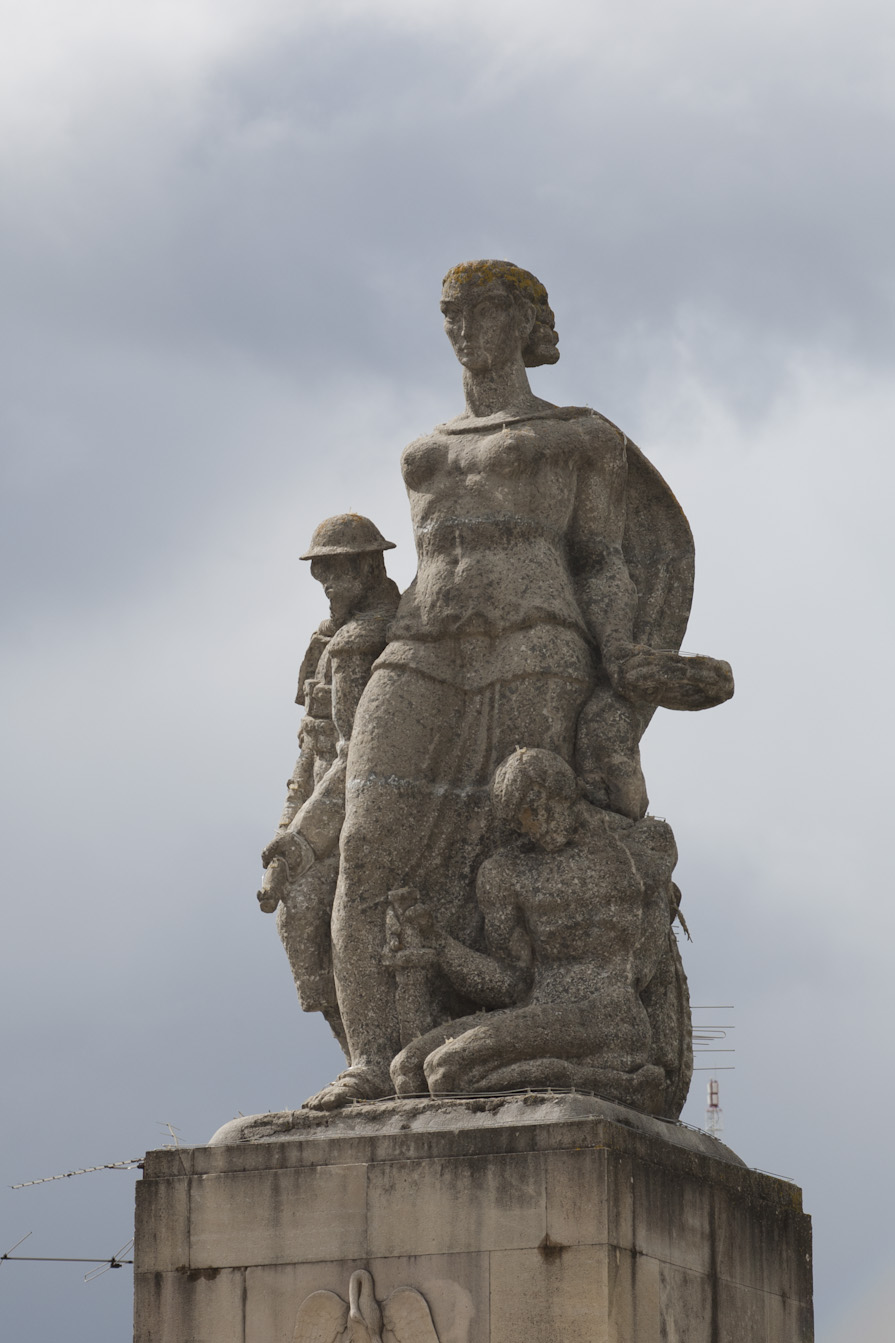
Monumento aos Mortos pela Pátria 1914-1918, 1930, Abrantes
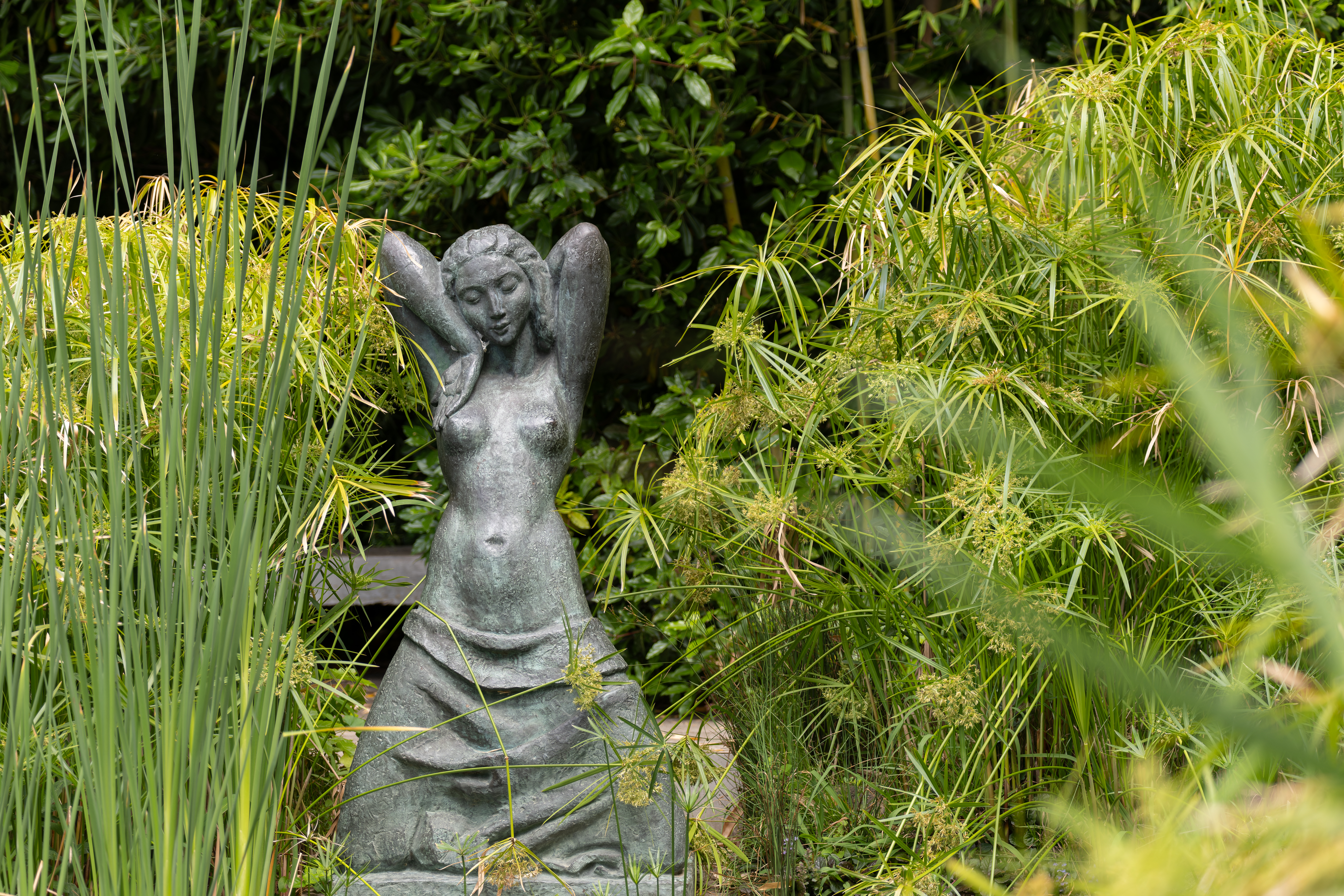
Nu Feminino, 1933, Jardim da Fundação Calouste Gulbenkian, Lisbon